# 386
Évszázadok: 3. század – 4. század – 5. század
Évtizedek: 330-as évek – 340-es évek – 350-es évek – 360-as évek – 370-es évek – 380-as évek – 390-es évek – 400-as évek – 410-es évek – 420-as évek – 430-as évek
Évek: 381 – 382 – 383 – 384 –  385 – 386 – 387 – 388 – 389 – 390 – 391

## Események

### Római Birodalom
- Honorius társcsászárt (két évesen) és Flavius Euodiust választják consulnak.
- Lejár a fegyverszüneti egyezmény Magnus Maximus és II. Valentinianus között. Magnus Maximus átkel az Alpokon és betör Észak-Itáliába. A riválisát támogató Novara városát leromboltatja.
- Meghal Theodosius császár felesége, Aelia Flaccilla, valamint egy éves lánya, Pulcheria.
- A gót greutungok hajókról fosztogatják az Al-Duna menti római településeket, de a római flotta szétszórja és elsüllyeszti hajórajukat.
- Hippói Szent Ágoston 31 évesen keresztény hitre tér.

### Kína
- Fu Pi, a Korai Csin állam újdonsült császára összeszedi a hozzá lojális erőket, de döntő vereséget szenved a lázadó Nyugati Jen állam vezetőjétől, Murong Jungtól. A császárt menekülés közben megölik, névleges hatalmú utóda távoli rokona, Fu Teng.
- Toupa Kuj hszienpej törzsfő kikiáltja függetlenségét a széteső Korai Csin államtól és megalapítja az Északi Vej államot.

## Születések
- Nestorius, keresztény teológus

## Halálozások
- Csin Fej-ti, kínai császár
- Jeruzsálemi Szent Cirill, Jeruzsálem püspöke
- Aelia Flaccilla, Theodosius császár felesége

## Fordítás
- Ez a szócikk részben vagy egészben  a(z)   386 című angol Wikipédia-szócikk ezen változatának fordításán alapul.  Az eredeti cikk szerkesztőit annak laptörténete sorolja fel. Ez a jelzés csupán a megfogalmazás eredetét és a szerzői jogokat jelzi, nem szolgál a cikkben szereplő információk forrásmegjelöléseként.